# Kalameny
Kalameny (ungarisch Kelemenfalu) ist eine Gemeinde im Okres Ružomberok innerhalb des Žilinský kraj im Norden der Slowakei mit 421 Einwohnern (Stand 31. Dezember 2024).

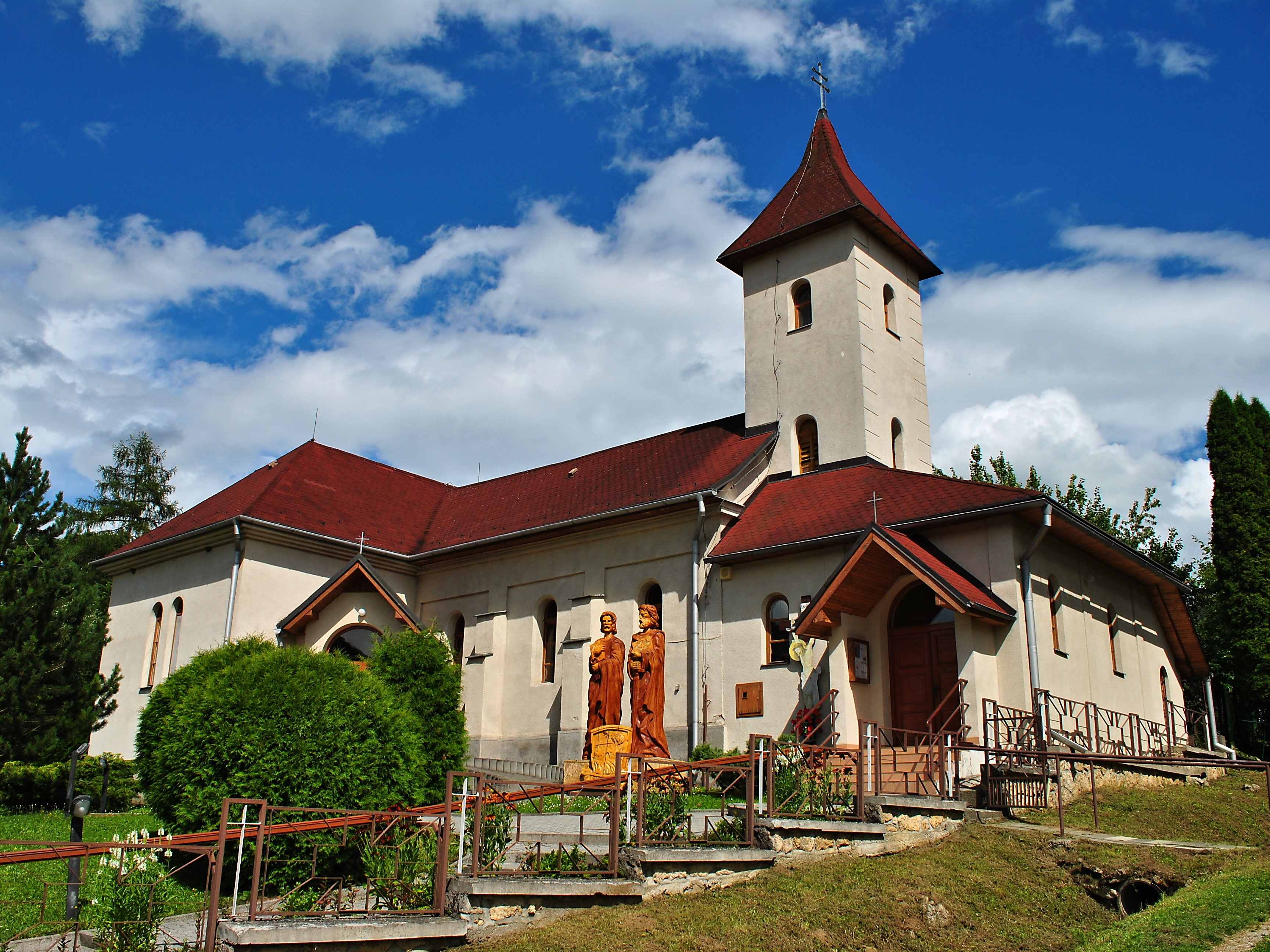
Kirche

## Geographie
Die Gemeinde befindet sich im Nordwestteil des Talkessels Liptovská kotlina, einer Untereinheit der Podtatranská kotlina unterhalb des Gebirges Chočské vrchy. Durch den Ort fließt der Bach Kalamenianka am Ende seines Tals. Das Ortszentrum liegt auf einer Höhe von 560 m n.m. und ist 13 Kilometer von Ružomberok entfernt.

## Geschichte
Kalameny entstand 1264 durch Ausgliederung aus dem Gebiet von Liptovská Teplá und trägt den Namen des ersten Herrschers, der Kelemen hieß. Erwähnt wird das Dorf 1375 als Kelemenfolua und gehörte im 15. und 16. Jahrhundert zu örtlichen Edelmännern, die seinerseits in fünf Landsitzen wohnten. 1828 zählte man 28 Häuser und 252 Einwohner, die in Landwirtschaft und Schafzucht beschäftigt waren.
Bis 1918 gehörte der im Komitat Liptau liegende Ort zum Königreich Ungarn und kam danach zur Tschechoslowakei beziehungsweise heute Slowakei.

## Bevölkerung
| Jahr                | 1994 | 2004    | 2014    | 2024    |
| ------------------- | ---- | ------- | ------- | ------- |
| Anzahl der Personen | 456  | 477     | 466     | 421     |
| Unterschied         |      | +4,60 % | −2,30 % | −9,65 % |

| Jahr                | 2023 | 2024    |
| ------------------- | ---- | ------- |
| Anzahl der Personen | 432  | 421     |
| Unterschied         |      | −2,54 % |

Nach der Volkszählung 2011 wohnten in Kalameny 460 Einwohner, davon 451 Slowaken, zwei Tschechen und jeweils ein Magyare und Mährer. Fünf Einwohner machten keine Angabe. 426 Einwohner bekannten sich zur römisch-katholischen Kirche und zehn Einwohner zur evangelischen Kirche A. B. 19 Einwohner waren konfessionslos und bei fünf Einwohnern ist die Konfession nicht ermittelt.
Ergebnisse der Volkszählung 2001 (443 Einwohner):
| Nach Ethnie: - 99,10 % Slowaken - 0,45 % Tschechen - 0,23 % Deutsche - 0,23 % Mährer | Nach Konfession: - 95,49 % römisch-katholisch - 2,03 % evangelisch - 0,90 % konfessionslos - 0,68 % griechisch-katholisch - 0,45 % orthodox - 0,45 % keine Angabe |

## Bauwerke
- Ruinen der Burg Liptau nordöstlich von Kalameny